# キャバクラユニオン
キャバクラユニオン（略称：キャバユニ、英語：Cabakura Union、略称：Cabauni）は、日本の労働組合である。

## 概要
2009年（平成21年）12月22日に、厚生労働省の記者クラブで発足会見を行い、フリーター全般労働組合の分会として設立された。